# Richard Loe
Richard Wyllie Loe (Christchurch, 6 aprile 1960) è un ex rugbista a 15 e commentatore televisivo neozelandese, campione del mondo nel 1987 con gli All Blacks.

## Biografia
Proveniente dal Marlborough Rugby Union, entrò nel 1986 a fare parte della provincia di Waikato e si mise subito in luce a livello internazionale; in quello stesso anno, infatti, esordì negli All Blacks in un incontro con i Barbarian francesi, anche se il debutto in un test match internazionale avvenne più tardi, nell'incontro inaugurale della Coppa del Mondo di rugby 1987 ad Auckland contro l'Italia.
Disputò un altro incontro, con l'Argentina, in tale competizione, al termine della quale la Nuova Zelanda si laureò campione del mondo.
A Waikato fino al 1993, a cavallo della Coppa del Mondo di rugby 1991 Loe alternò la militanza nella stagione invernale australe con il club neozelandese con quella, nel semestre successivo, in Francia nel Vichy; nel 1992 subì una squalifica di nove mesi dalla federazione neozelandese per avere, durante la finale del campionato provinciale contro Otago, messo due dita negli occhi del suo rivale di mischia Greg Cooper; fu la più lunga squalifica fino ad allora inflitta a un giocatore internazionale in Nuova Zelanda.
Ancora, disputò la Coppa del Mondo di rugby 1995 nella cui finale, persa contro il Sudafrica, fu in campo, così guadagnando un terzo podio in altrettante edizioni di Coppa cui fu convocato; professionista dal 1996 con i Canterbury Crusaders, disputò la sua ultima stagione un anno più tardi con i Waikato Chiefs.
Terminata l'attività di giocatore, si è dedicato all'azienda agricola di famiglia ed è anche commentatore sportivo, sia sulla stampa che in televisione.

## Palmarès
- Coppe del mondo: 1
Nuova Zelanda: 1987